# Karl Christian Erdmann von Le Coq

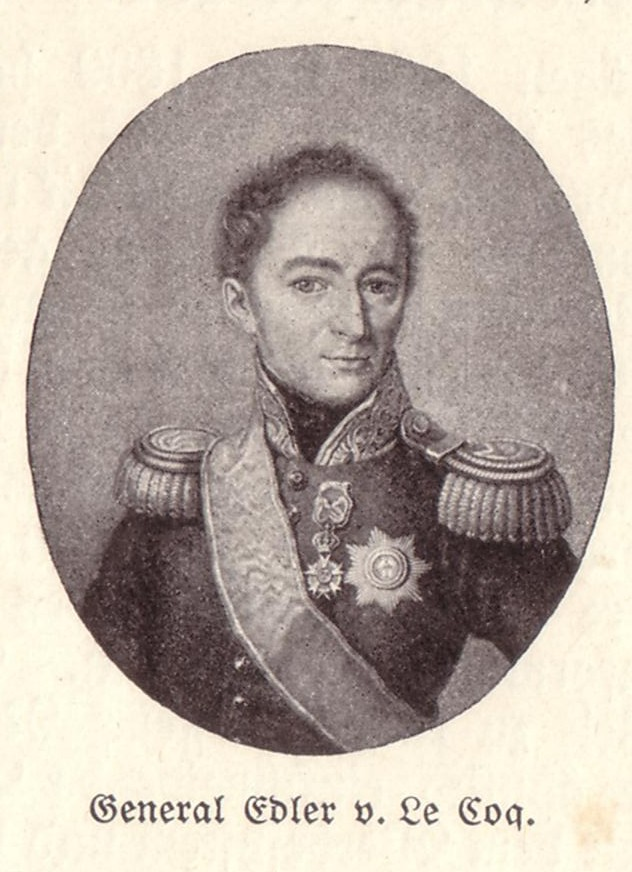
Karl Christian Erdmann Edler von Le Coq

Karl Christian Erdmann Ritter und Edler von Le Coq (* 28. Oktober 1767 in Torgau; † 30. Juni 1830 in Brig, Kanton Wallis) war ein sächsischer Generalleutnant und Kommandierender General der Armee.

## Leben

### Herkunft
Er war jüngster Sohn des sächsischen Generalleutnants Jean Louis von Le Coq (1719–1789) und dessen Ehefrau Susanne Charlotte, geborene Bitaube (* 1731). Sein Bruder war der preußische General Karl Ludwig von Le Coq.

### Militärkarriere
Er trat bereits in seinem 11. Lebensjahr in die sächsische Infanterie ein und diente bis 1806 im Regiment „LeCoq“, welches sein Vater führte. Am 30. Mai 1800 wurde er zum Major befördert und im Jahre 1806 übernahm er als Oberstleutnant die Grenadierbataillone der Regimenter „Low“ und „Sänger“. Le Coq nahm an der Schlacht von Jena als Bataillonskommandeur teil und wurde am Fuß leicht verwundet. Er sammelte Versprengte und nahm sie in die Reste seines Bataillons. Mit der Truppe kam er bis nach Dobbertin in Mecklenburg, hier entließ Blücher die Truppe. Le Coq kommandierte zum Schluss 300 Mann mit zwei Fahnen und 200 Pferden. Im Jahre 1807 wurde er zum Oberst und königlichen Generaladjutant sowie zum Kommandanten von Wittemberg ernannt. 1809 folgte die Ernennung zum Generalmajor und Brigadier. Bei der Schlacht von Wagram wurde er an der Spitze seiner Brigade am Arm angeschossen. Für seinen Mut erhielt er den Heinrichs-Orden und das Kreuz der Ehrenlegion.
Er wurde am 22. Februar 1810 Generalleutnant und Divisionskommandeur. In Dresden wurde er im selben Jahr Mitglied der Freimaurerloge „Zum goldenen Apfel“. Im Sommer 1810 erhielt er von König Friedrich August I. den Auftrag, die Armee des Königreiches in die neuen Kampfweisen der französischen Infanterie einzuweisen. Die Sächsische Armee bestand bereits 1811 wieder aus zwei Divisionen und die Ausbildung der Soldaten war auf neuestem Stand. Le Coq unterrichtete die Offiziere in moderner Kriegstaktik, weg von der starren Linieninfanterie hin zu den Plänkern und Karrees, welche Napoleons Armee so schlagkräftig gemacht hatten. Zum Dank für seine Arbeit ernannte der König ihn zum Chef des 1. leichten Infanterieregiment.
Im Februar 1812 erhielt er den Befehl über das nach Russland marschierende sächsische Korps in Guben. Dieses wurde im März in die Grande Armée von Napoleon eingegliedert und kämpfte bei der VII. Armee unter General Jean-Louis-Ebenezer Reynier. Dafür erhielt er das Offizierskreuz der Ehrenlegion. Er führte die sächsische Division in der Schlacht bei Podobna und bekam dafür das Kommandeurskreuz des Heinrichs-Ordens.
Es gelang ihm sein Korps bis zum März 1813 nach Dresden zurückzuführen, Ende des Monats marschierte es nach Torgau und wurde dort dem General Thielmann übergeben. Le Coq wurde das Kommando über die neuformierten sächsischen Truppen anvertraut, mit denen er bei Großbeeren und Dennewitz (Jüterbogk) focht. Er erkrankte und erlebte die Schlacht bei Leipzig in Dresden. Ebenso stand er 1814 an der Spitze des in den Niederlanden verwendeten sächsischen Kontingentes der Okkupationsarmee.
Mit Eifer wirkte Le Coq für die Rückkehr des in Gefangenschaft gehaltenen Königs Friedrich August I., ohne dass seine Bemühungen Erfolg hatten. Er wurde im Gegenteil genötigt, die Armee zu verlassen und nach Sachsen zu gehen, von wo er erst nach vollzogener Teilung des Landes wiederkehrte, um nunmehr auch die Trennung der Armee zu vollziehen. Als Königlicher Kommissar vollzog der General diese am 16. Juni 1815. Nach wiederhergestelltem Frieden wurde Le Coq zum Kommandierenden General der Armee ernannt, um deren Neuformation er sich in hohem Grade verdient machte.
Für seine Tapferkeit und Treue in den Feldzügen von 1795, 1806, 1809, 1812, 1813, 1814 und 1815 wurde Le Coq am 23. Juli 1815 mit dem Großkreuz des Militär-St.-Heinrichs-Ordens beliehen. Nach vollendeter 50-jähriger Dienstzeit verlieh ihm sein König den Orden der Rautenkrone.
Er verstarb auf einer Reise nach Süditalien.